# João Francisco Bráz
Pour les articles homonymes, voir Braz.
João Francisco Bráz, plus connu sous le nom de Bráz, né le 25 novembre 1920, à São Paulo, au Brésil, et mort le 11 septembre 1996, est un ancien joueur brésilien de basket-ball.

## Palmarès
- 3e des Jeux olympiques 1948